# 根井正利
根井 正利（ねい まさとし、1931年1月2日 - 2023年5月18日）は、日本出身のアメリカ合衆国の集団遺伝学者・進化生物学者。ペンシルベニア州立大学教授 (the Evan Pugh Professor of Biology)・同大学分子進化遺伝学研究所所長。日本遺伝学会、日本人類遺伝学会名誉会員。
最先端の分子生物学の知識を考慮しつつ、単独または学生との共同研究により分子進化の分野での新しい統計的理論を開発してきた。それとともに、進化理論に関するいくつかの新しい概念を提唱した。

## 集団遺伝学

### 理論的研究
遺伝子間に相互作用がある場合、自然選択は常に遺伝子座の連鎖を強めるか、または同じ連鎖関係を維持する傾向のあることを最初に数学的に証明した。そして、ゲノムあたりの平均組換え率は、ふつう下等な生物よりも高等生物で低いことを発見し、これは自然選択が相互作用のある遺伝子間の連鎖を強くすることによるという提案を行った。Hox遺伝子、免疫グロブリン遺伝子、ヒストン遺伝子など相互作用をもつ多くの遺伝子は長期間にわたって遺伝子クラスターとして存在することが最近の分子データから分かっている。これも相互作用をもつ遺伝子間の連鎖の維持の法則によって説明することができる。有害な突然変異は、R. A. フィッシャーの理論とは異なって、集団の大きさが有限である場合、Y染色体や重複遺伝子に多く蓄積することを証明した。1969年には、アミノ酸置換、遺伝子重複、遺伝子機能の消失の速度を考慮して、高等生物は多くの重複遺伝子と機能を持たない遺伝子（現在では偽遺伝子と呼ばれる）をもつことを予測した。この予測は長い間忘れられていたが、1980-2000年になって多くの多重遺伝子族や偽遺伝子が発見され、その正しさが証明された。1970年代初めには、新たな遺伝距離の尺度（根井の距離）を考案し、集団や近縁種の進化的関係の研究の用いることを提唱した。この距離尺度は、分子集団遺伝学と分子生態学の分野では今でも広く用いられている。後に、系統樹のトポロジーを得るのに適した、DA距離という遺伝距離尺度も考案した。また、GST尺度を用いてどのような交配様式でも集団分化の程度を計ることのできる統計量を考案した。1975年、共同研究者とともに、集団のびん首効果による遺伝的変異の数式化を行い、びん首効果の生物学的意味を明らかにした。また、1979年、制限酵素を用いた遺伝的変異の研究に用いられる数学的理論を考案した。丸山毅夫とChung-I Wuとの共同研究で、2つの隔離集団の遺伝子間の不適合性のさまざまなモデルを用いて種分化の進化理論を考案した。このモデルにはまだ異論があるが、cis-調節エレメントと転写因子の共進化に当てはまると考えられる。

### タンパク多型と中立説
1960年代と1970年代の初めには、タンパクの進化とタンパク多型の維持の機構について大きな論争があった。このため、学生との共同研究により多型データを用いて中立説を検定する様々な統計的方法を考案した。対立遺伝子頻度の分布、種間の平均ヘテロ接合度とタンパク質の分化の関係などを用い、多くの生物種について様々な遺伝子の大量なデータを解析し、中立進化説のほぼ正しいことを証明した。ただし、非常に高い多型を示す主要組織適合遺伝子複合体 (major histocompatibility complex: MHC) 遺伝子座では超優性選択の行われていることを示した。また、偽遺伝子で進化速度の速いのは、中立進化説に一致することを示した。これらの結果は進化の中立説を支持するのに大きく貢献した。

## 人類進化
遺伝距離の理論を用いて。A. K. Roychoudhuryとともにヨーロッパ人、アジア人、アフリカ人の間の遺伝的変異はヒトの集団全体の遺伝的変異のたった11%に過ぎないことを示した。この結果は同じ年にR. C. Lewontinによって発表された結果と一致するものであった。そして、Roychoudhuryと、ヨーロッパ人とアジア人は約55,000年前に分化し、ヨーロッパ人とアジア人はアフリカ人と115,000年前に分化したと推定した。この結論は後に多くの遺伝子と集団を用いた研究によって支持され、この推定値はいまでも広く用いられている。これは、現生人類のアフリカ起源説を支持する最初の研究であった。

## 分子系統学
1980年頃になって、学生とともに距離データを基にした系統樹の推定の研究を始めた。1985年、内部枝の長さの統計的有意性を調べることにより系統樹の正確さを検定する統計的方法を考案した。その後、系統樹作成の近隣結合法、最小進化法の開発を行った。現在、理論家の中には最尤法やベイズ法を用いることを提唱する者もいるが、近隣結合法は分子系統樹の作成に最も広く用いられている。さらに分子系統樹を用いた進化の時間推定の統計的方法も考案した。Sudhir Kumar、田村浩一郎と系統樹を用いたデータ解析のためのコンピュータープログラムパッケージMEGA (http://www.megasoftware.net/)を開発した。MEGAは広く用いられており、現在第4版(MEGA4)が入手可能である。MEGAはユーザーフレンドリーで、さまざまな面倒な計算が簡単に行えることで知られている。

## MHC遺伝子座と正の自然選択（ダーウィン選択）
ポスドクや学生との共同研究で同義塩基置換数と非同義塩基置換数の比較により正の自然選択を検出する統計的方法を考案した。この方法を用いて、MHC遺伝子座の例外的に高い配列の多型の程度は超優性選択によるものであることを示した。正の自然選択検出のための様々な統計方法が後に考案されたが、最初に考案されたこの方法はいまでも広く用いられている。正の自然選択が働くアミノ酸サイトを推定するベイズ法は本来正の自然選択が働いていなくても有意な結果を与えることがあり、このようなサイトに正の自然選択が働いているかどうかについては、実験による検証が必要と主張している。

## 出生死亡過程に従う進化と突然変異主動進化説（新突然変異説）
学生と共に多くの多重遺伝子族の進化のパターンを研究し、一般に出生死亡過程のモデルに従って進化することを示した。ある多重遺伝子族ではこの出生死亡過程が非常に速く起こるが、これはランダムに起こる遺伝子の重複や欠失によるもので、遺伝子のコピー数の変化（ゲノム浮動）の原因となる。進化の原動力は様々な遺伝的変異を起こす突然変異であり、自然選択は適応度の低い遺伝子型を排除するに過ぎないという突然変異主動進化説 (mutation-driven evolution) を提案している[これは新突然変異説 (neomutationism) とも呼ばれる]。嗅覚受容などの表現型形質を支配する遺伝子の進化について統計的解析を行い、この説を支持する結果を得ている。

## 学術雑誌、学会の創設、学生
1983年ウォルター・M・フィッチと共に学術雑誌Molecular Biology and Evolution を創刊、1993年に国際学会 Society for Molecular Biology and Evolution を創立した。また、Margaret Kidwell, Wen-Hsiung Li, Ranajit Chakraborty, Shozo Yokoyama, Aravinda Chakravarti, Dan Graur, Fumio Tajima, Chung-I Wu, Naoyuki Takahata, Takashi Gojobori, Pekka Pamilo, Austin Hughes, Naruya Saitou, Andrey Rzhetsky, Sudhir Kumarなど後に進化の研究で重要な役割を果たすことになる多くの大学院生やポスドクの指導を行った。

## 略歴
- 1953年 宮崎大学農学部卒業
- 1959年12月 京都大学大学院農学研究科修了。農学博士「統計遺伝学の育種への応用に関する研究」[26]
- 1977年 九州大学より理学博士「Mathematical models of speciation and genetic distance（種分化の数学的モデルと遺伝距離）」京都大学助手、放射線医学総合研究所集団遺伝学研究室長、ブラウン大学生物医科学部準教授、教授、テキサス大学ヒューストン校生物医科学大学院教授を経て
- 1990年 ペンシルベニア州立大学教授・同大学分子進化遺伝学研究所所長

## 受賞歴
- 1977年 日本人類遺伝学会大賞
- 1990年 日本遺伝学会木原賞
- 2002年 国際生物学賞
- 2003年 テキサス遺伝学会Barbara Bowman Award
- 2006年 米国遺伝学会トーマス・ハント・モーガン・メダル
- 2013年 京都賞基礎科学部門

## 栄誉
- 1990年 アメリカ芸術科学アカデミー会員
- 1994年 Society of Molecular Biology and Evolution会長
- 1997年 全米科学アカデミー会員
- 1999年 American Genetic Association会長
- 2002年 宮崎大学名誉博士

## 人物
- 生家は宮崎市郊外の焼酎醸造会社だったが世界大恐慌のあおりで倒産し、父は農業を営んでいた。高校時代の成績はトップだったが、父は正利が農家を継ぐことを望んでいて教育熱心ではなく、担任教師が説得してくれてなんとか地元の大学に進学することを許してもらった[27]。
- 太平洋戦争下だった少年時代に、畑から持ち帰った金属容器が実は小型爆弾で、分解しようとして爆発させてしまい左目の視力を失った[27]。

## 著書
- Nei, M. Molecular Population Genetics and Evolution (American Elsevier Pub. Co., 1975) ISBN 0-44-410751-7
- Nei, M., and R. K. Koehn (eds). Evolution of Genes and Proteins (1983, Sinauer Associates, Inc., 1983) ISBN 0-87-893603-3
- Nei, M. Molecular Evolutionary Genetics (Columbia University Press, 1987) ISBN 0-23-106321-0（分子進化遺伝学、培風館、1990年、ISBN 4-563-03887-3）
- Roychoudhury, A. K., and M. Nei. Human Polymorphic Genes: World Distribution (Oxford University Press, 1988) ISBN 0-19-505123-8
- Nei, M., and S. Kumar. Molecular Evolution and Phylogenetics (Oxford University Press, 2000) ISBN 0-19-513585-7（分子進化と分子系統学、培風館、2006年、ISBN 4-563-07801-8）